# Peritrichia antennata
Peritrichia antennata är en skalbaggsart som beskrevs av Schein 1959. Peritrichia antennata ingår i släktet Peritrichia och familjen Melolonthidae. Inga underarter finns listade i Catalogue of Life.